# Oribellopsis kushiroensis
Oribellopsis kushiroensis är en kvalsterart som först beskrevs av Aoki 1992.  Oribellopsis kushiroensis ingår i släktet Oribellopsis och familjen Oribellidae. Inga underarter finns listade i Catalogue of Life.